# Оберельсбах
Оберельсбах (нім. Oberelsbach) — громада в Німеччині, розташована в землі Баварія. Підпорядковується адміністративному округу Нижня Франконія. Входить до складу району Рен-Грабфельд.
Площа — 67,66 км2. Населення становить 2646 ос. (станом на 31 грудня 2020).